# T.V. Sky
Albums de The Young Gods
The Young Gods Play Kurt Weill
(1991) Only Heaven
(1995)
Singles
1. Skinflowers
Sortie : janvier 1992
2. Gasoline Man
Sortie : Septembre 1992

 T.V. Sky est le quatrième album studio du groupe de rock industriel suisse, The Young Gods. Il est paru sur le label Play It Again Sam Records le 7 février 1992 et a été produit par Roli Mosimann.
Après un concept-album autour de l'œuvre de Kurt Weill, le groupe entre aux ICP studios de Bruxelles en 1991 pour enregistrer son nouvel album. Cette fois-ci il contiendra uniquement des compositions signés par le groupe avec l'aide de son producteur, Roli Mosimann.
Cet album contient deux titres, Skinflowers et Gasoline Man qui feront l'objet de sortie en single et de clips vidéo.
L'album se classa à la 26e place des charts suisse et fera une rapide entrée (une semaine) dans les charts britannique à la 54e place.

## Liste des titres
- Tous les titres sont signés par The Young Gods et Roli Mosiman pour la musique et Franz Treichler pour les textes.

1. Our House - 2:50
2. Gasoline Man - 4:20
3. T.V. Sky - 3:47
4. Skinflowers - 5:08
5. Dame Chance - 5:01
6. The Night Dance - 4:17
7. She Rains - 2:49
8. Summer Eyes - 19:54

## Musiciens
- Franz Treichler: chant
- Alain Monod: claviers
- Use Hiestand: batterie, percussions

## Charts
| Pays                          | Durée du classement | Meilleur classement | Date            |
| ----------------------------- | ------------------- | ------------------- | --------------- |
| Royaume-Uni (UK Albums Chart) | 1 semaines          | 54e                 | 9 février 1992  |
| Suisse (Schweizer Hitparade)  | 6 semaines          | 26e                 | 23 février 1992 |